# 鈴木史楼
鈴木 史楼（すずき しろう、1940年10月3日 - 1997年8月15日）は、「書」の評論家。

## 生涯
東京出身。早稲田大学英文科専攻卒。独学で書道史を学び、28歳頃から書の評論を始めた。
1982年から書の個人批評誌「紅糸」を年3回発行した。

## 著書
- 『書と語る―今日の書作家たち』日本美術社、1975
- 『日本人の書―古典から現代へ』文海堂、1978
- 『良寛曼荼羅』名著刊行会、1990.9
- 『中国文人書譜』名著刊行会、1993.1
- 『百人一書 日本の書と中国の書』新潮社、1995.6
- 『現代書の冒険者たち』章文社、1995.7
- 『書のたのしみ方』新潮社、1997.11